# Micrurus bocourti
Micrurus bocourti este o specie de șerpi din genul Micrurus, familia Elapidae, descrisă de Giorgio Jan în anul 1872. Conform Catalogue of Life specia Micrurus bocourti nu are subspecii cunoscute.